# Dupilo (ort)
Dupilo är en ort i Montenegro. Den ligger i den södra delen av landet, 27 km sydväst om huvudstaden Podgorica. Dupilo ligger 221 meter över havet och antalet invånare är 114.
Terrängen runt Dupilo är kuperad åt nordost, men åt sydväst är den bergig. Terrängen runt Dupilo sluttar österut. Runt Dupilo är det ganska glesbefolkat, med 48 invånare per kvadratkilometer. Närmaste större samhälle är Budva, 16,8 km väster om Dupilo. Omgivningarna runt Dupilo är en mosaik av jordbruksmark och naturlig växtlighet.